# Senwot fechterorum
Senwot fechterorum är en stekelart som beskrevs av Fischer 1997. Senwot fechterorum ingår i släktet Senwot och familjen bracksteklar. Inga underarter finns listade i Catalogue of Life.